# Anderlecht
Anderlecht es uno de los diecinueve municipios de la Región de Bruselas-Capital. Tiene una extensión de 17,74 kilómetros cuadrados y, en el 1 de enero de 2019, una población de 119 714 habitantes.
Limita, además de con la ciudad de Bruselas, con Dilbeek, Forest, Molenbeek-Saint-Jean, Sint-Pieters-Leeuw y Saint-Gilles. 
Es conocido principalmente por sus equipos deportivos, como el Royal Sporting Club Anderlecht, de fútbol, y el Royal Sporting Club Anderlechtois, de rugby, que son de los más prestigiosos de Bélgica.

## Historia

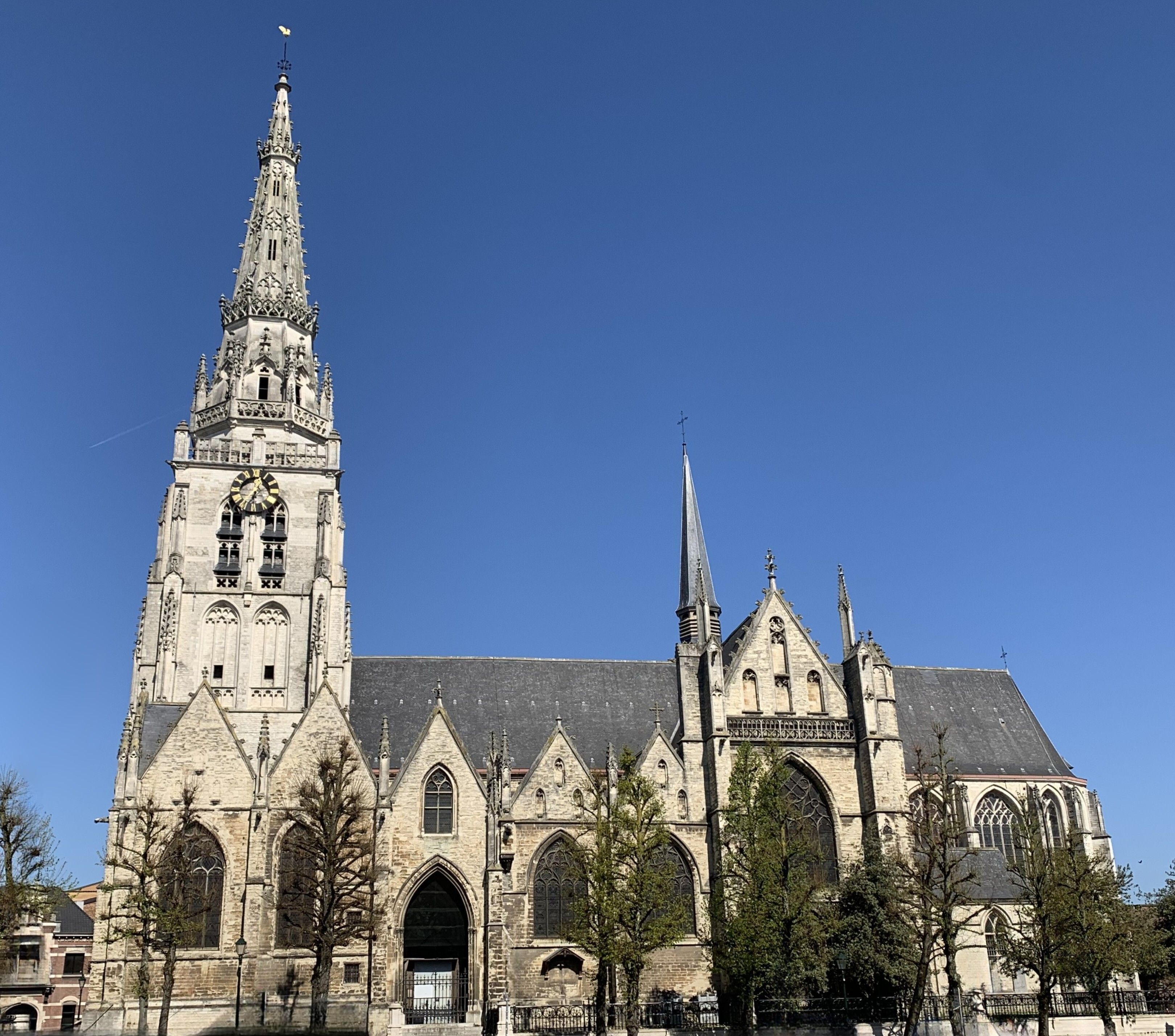
Colegiata de los Santos Pedro y Guido

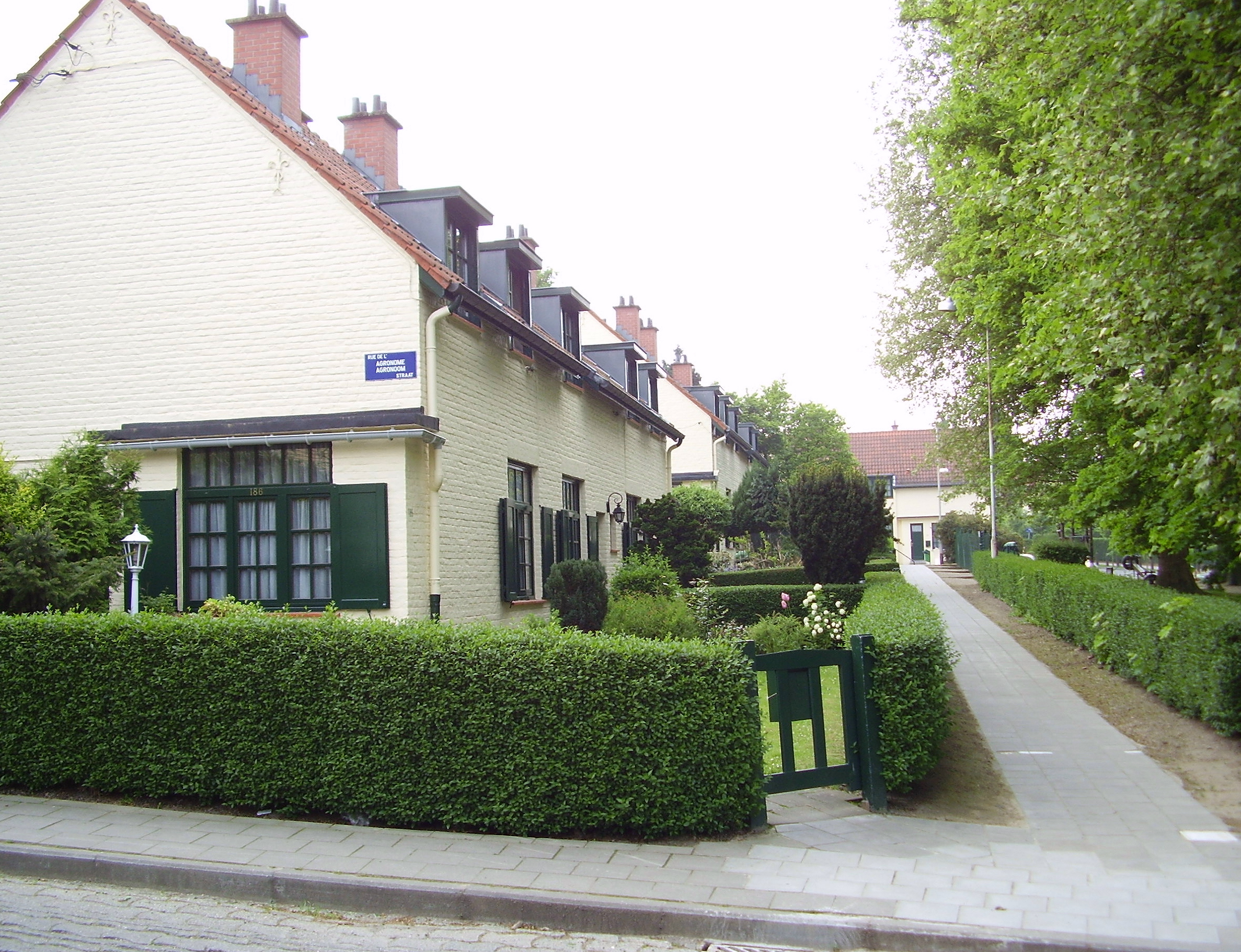
Ciudad de Moortebeek

Hay evidencias que el municipio fue habitado ya en la Edad de Piedra, aunque el nombre de la villa no aparecerá por primera vez hasta 1047. Entonces, cuatro villas ocupaban el territorio actual: Anderlecht, Cureghem, Aa y Neerpede.
Durante la Baja Edad Media se construyó la colegiata gótica Saints-Pierre-et-Guidon, levantada sobre una cripta romana. En 1521 pasó allí algunos meses el humanista Erasmo de Róterdam, hospedado por unos monjes de la localidad.
En 1791, Charles François Dumouriez luchó allí contra los austriacos. Durante el siglo XIX adquirió importancia gracias a la expansión urbana e industrial de Bruselas (barrio obrero de La Roue), y después de la Segunda Guerra Mundial aumentó drásticamente su población. Cuando se decidió la regionalización de Bélgica en 1981, pasó a formar parte de la Región de Bruselas-Capital.

## Demografía

### Evolución
Todos los datos históricos relativos al actual municipio, el siguiente gráfico refleja su evolución demográfica.
| Gráfica de evolución demográfica de Anderlecht entre 1846 y 2020 |
|                                                                  |

## Lugares de interés

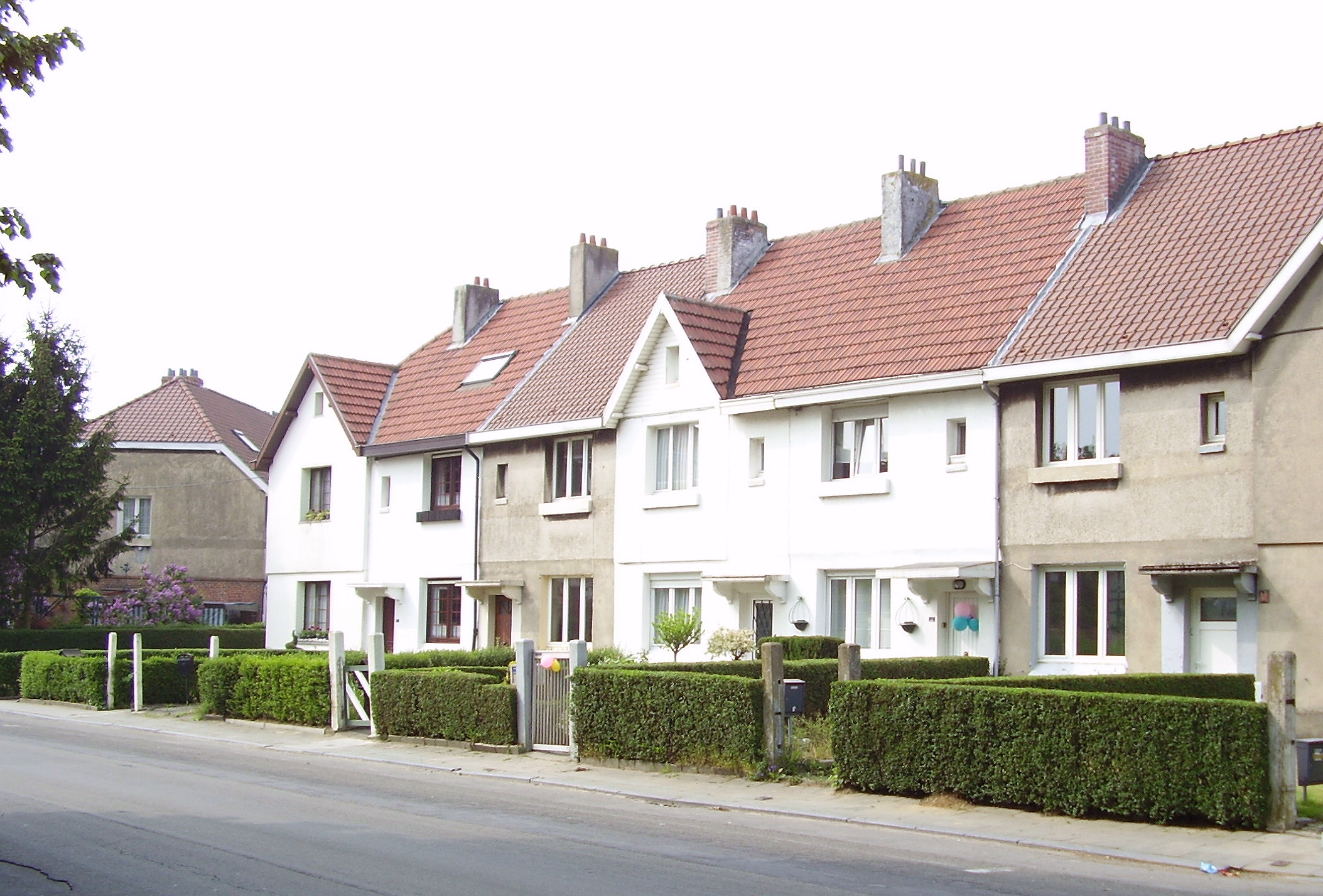
La ciudad-jardín de Bon air

- El Museo de China, que reúne numerosos documentos y objetos que la congregación de Scheut trajo de su acción en China, como un Buda en bronce que data del siglo XV y numerosos retratos de misioneros. Este museo se estableció en el actual convento y describe los aspectos de la vida cultural y artística de la antigua China.
- El Musée bruxellois de la gueuze (Museo bruselense de la cerveza), instalado en la última cervecería artesanal de Bruselas (creada en 1900) todavía en actividad: la cervecería Cantillon.
- Estatua de Jean-Claude Van Damme inaugurada el 21 de octubre de 2012, la escultura de 1.74 metros que pesa una tonelada y media fue hecha por Guy Ducheyne y representa al artista marcial belga más importante de todos los tiempos en el momento más álgido de su carrera.

## Deportes
El municipio es famoso por su equipo de fútbol, el RSC Anderlecht, que ha ganado 28 veces el campeonato de liga de Bélgica. Es el mejor equipo belga en las competiciones europeas y también en la Primera división belga.

## Ciudades hermanadas
- desde 1955:
  -  Boulogne-Billancourt, Francia
  -  Neukölln, Alemania
  -  Hammersmith, Reino Unido
  -  Fulham, Reino Unido
  -  Zaandam, Países Bajos

- desde 1976: 
  -  Marino, Italia

### Pacto de amistad
- desde 2000:
  -  Sainte-Maxime, Francia